# Canneleur

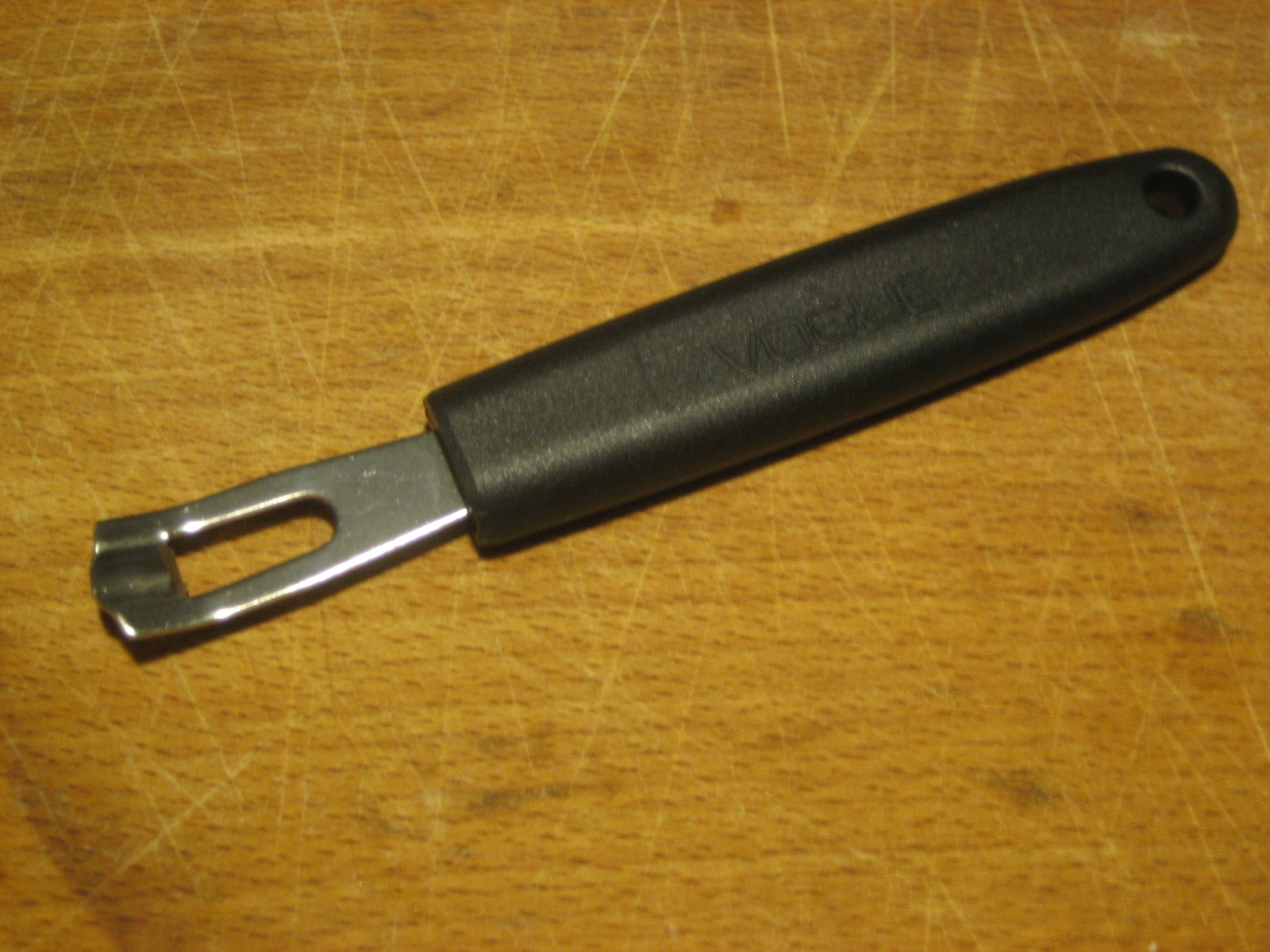

Een canneleur of canneleermes is een keukengerei dat wordt gebruikt om gerechten met fruit of groenten te versieren door het aanbrengen van inkepingen.